# سبنسر أبراهام
إدوارد سبنسر أبراهام (بالإنجليزية: Spencer Abraham)‏ (وُلد في يونيو 1952) محام ومؤلف وسياسي أمريكي كان عضوًا في مجلس الشيوخ الأمريكي عن ولاية ميتشيغان منذ عام 1995 حتى عام 2001 ووزير الطاقة العاشر في الولايات المتحدة، إذ شغل منصبه أثناء ولاية الرئيس جورج دبليو. بوش منذ عام 2001 حتى عام 2005. أبراهام، الجمهوري، أحد مؤسسي الجمعية الفيدرالية وشارك في تأسيس مجلة هارفارد للقانون والسياسة العامة. حتى الوقت الراهن، أبراهام هو الجمهوري الأخير الذي شغل منصب عضو مجلس شيوخ عن ولاية ميتشيغان.

## تعليمه وأسرته
وُلد أبراهام في إيست لانسينغ، ميتشيغان لجولييت إليزابيث (سير)، عضوة اللجنة المركزية لولاية ميتشيغان الجمهورية، وإيدي جوزيف أبراهام. تخرج سبنسر أبراهام في ثانوية إيست لانسينغ. تعود أصول أبراهام إلى لبنان، وقد تزوج من جين أبراهام (الرئيسة المشاركة الحالية لحزب ميتشيغان الجمهوري، ورئيسة لمنظمة سوزان بي. أنتوني) ولديه ثلاثة أولاد: ابن، سبنسر، وابنتين توأم، بيتسي وجولي. أبراهام حاصل على درجة الدكتوراه في القانون من جامعة هارفارد، وهو خريج كلية الشرف عام 1974 من جامعة ولاية ميتشيغان. في عام 1978، أثناء وجوده في كلية الحقوق في جامعة هارفارد، ساهم أبراهام في تأسيس مجلة هارفارد للقانون والسياسة العامة التي أصبحت واحدة من المجلات الرسمية للجمعية الفيدرالية التي تأسست في عام 1982.

## المسيرة السياسية
قبل انتخابه لعضوية مجلس الشيوخ، كان أبراهام أستاذًا للقانون في كلية توماس إم. كولي للقانون.

### خدمة الحزب الجمهوري
انتُخب أبراهام رئيسًا لحزب ميتشيغان الجمهوري منذ عام 1983 حتى عام 1990. كان نائب كبير المستشارين لنائب الرئيس دان كويل منذ عام 1990 حتى عام 1991. وشغل لاحقًا منصب رئيس مشارك للجنة الوطنية للكونغرس الجمهوري منذ عام 1991 حتى عام 1993، وترشح لرئاسة اللجنة الوطنية الجمهورية في عام 1993، وجاء في المرتبة الثانية بعد هالي باربور.

### مجلس الشيوخ الأمريكي
انتُخب أبراهام لتمثيل ميتشيغان في مجلس الشيوخ الأمريكي في عام 1994، وشغل ذلك المنصب حتى عام 2001 حين هُزم في إعادة انتخابه لمجلس الشيوخ في عام 2000 لولاية ثانية من قبل ديبي ستابينو. وقد كان الأمريكي العربي الوحيد في المجلس. وفقًا لصحيفة نيويورك تايمز، أعزى جمهوريو الولاية خسارته إلى «إعلانات لاذعة من قبل مجموعة واسعة من مجموعات مصالح خاصة، بما في ذلك الإعلانات التي انتقدت دعم السيد أبراهام لتخفيف بعض قيود الهجرة». خلال الحملة أطلق اتحاد إصلاح الهجرة الأمريكية إعلانات تسأل: «لمَ يحاول السيناتور سبنسر أبراهام أن يسهل على إرهابيين مثل أسامة بن لادن تصدير حربهم الإرهابية إلى أي شارع في مدينة في أمريكا؟» واستنكرت وسائل الإعلام هذه الإعلانات ووصفتها بأنها «انتقامية». في عام 1996، حين أيد الرئيس بيل كلينتون التخفيضات المقترحة من عضو الكونغرس باربرا جوردان للهجرة القانونية لعب السيناتورأبراهام دورًا رياديًا في منع التخفيضات المقترحة. كان تصويته لإدانة الرئيس كلينتون في محاكمة عزله عام 1999 عاملًا آخر في هزيمته. وحصل في العام التالي على جائزة «المدافع عن الوعاء المنصهر» من المجلس الوطني في لارزا لجهوده في قضية الهجرة.

### خدمة وتشريعات اللجنة
شغل أبراهام مناصب في لجان الميزانية والتجارة والعلوم والنقل والقضاء والشركات الصغيرة. وترأس أيضًا لجنتين فرعيتين: التصنيع والمنافسة، والهجرة. ألف أبراهام كتاب «تأشيرة إتش 1 بي في قانون التجارة العالمية والوطنية»، ووضع إطارًا اتحاديًا للعقود والتوقيعات عبر الإنترنت، و«قانون الاستغناء عن الأعمال الورقية الحكومية» و«قانون حماية المستهلك لمكافحة السطو الإلكتروني» الذي يحمي نطاقات الإنترنت للشركات والأشخاص من التعدي على حقوق التأليف والنشر والعلامات التجارية.

## روابط خارجية
- سبنسر أبراهام على موقع الموسوعة البريطانية (الإنجليزية)
- سبنسر أبراهام على موقع مونزينجر (الألمانية)
- سبنسر أبراهام على موقع إن إن دي بي (الإنجليزية)